# Élections législatives de 2022 dans le Cher
Les élections législatives françaises de 2022 se déroulent les 12 et 19 juin 2022. Dans le Cher, trois députés sont à élire dans le cadre de trois circonscriptions.

## Résultats de l'élection présidentielle de 2022 par circonscription
| Circonscription | 1er tour | 1er tour | 1er tour | 1er tour | 1er tour  | 1er tour |         | 2d tour | 2d tour | 2d tour | 2d tour |
| Circonscription | Macron   | +/-      | Le Pen   | +/-      | Mélenchon | +/-      | Macron  | +/-     | Le Pen  | +/-     |         |
| --------------- | -------- | -------- | -------- | -------- | --------- | -------- | ------- | ------- | ------- | ------- | ------- |
| Circonscription |          |          |          |          |           |          |         |         |         |         |         |
| 1re             | 28,83 %  | 5,77     | 24,95 %  | 3,12     | 17,61 %   | 0,33     | 56,15 % | 8,23    | 43,85 % | 8,23    |         |
| 2e              | 26,19 %  | 4,19     | 27,97 %  | 3,56     | 19,13 %   | 3,48     | 52,82 % | 8,56    | 47,18 % | 8,56    |         |
| 3e              | 26,37 %  | 5,13     | 30,29 %  | 4,33     | 15,79 %   | 2,58     | 49,37 % | 8,98    | 50,63 % | 8,98    |         |

## Système électoral
Les élections législatives ont lieu au scrutin uninominal majoritaire à deux tours dans des circonscriptions uninominales.
Est élu au premier tour le candidat qui réunit la majorité absolue des suffrages exprimés et un nombre de voix au moins égal au quart (25 %) des électeurs inscrits dans la circonscription. Si aucun des candidats ne satisfait ces conditions, un second tour est organisé entre les candidats ayant réuni un nombre de voix au moins égal à un huitième des inscrits (12,5 %) ; les deux candidats arrivés en tête du premier tour se maintiennent néanmoins par défaut si un seul ou aucun d'entre eux n'a atteint ce seuil. Au second tour, le candidat arrivé en tête est déclaré élu.
Le seuil de qualification basé sur un pourcentage du total des inscrits et non des suffrages exprimés rend plus difficile l'accès au second tour lorsque l'abstention est élevée. Le système permet en revanche l'accès au second tour de plus de deux candidats si plusieurs d'entre eux franchissent le seuil de 12,5 % des inscrits. Les candidats en lice au second tour peuvent ainsi être trois, un cas de figure appelé « triangulaire ». Les second tours où s'affrontent quatre candidats, appelés « quadrangulaire » sont également possibles, mais beaucoup plus rares.

### Partis et nuances
Les résultats des élections sont publiés en France par le ministère de l'Intérieur, qui classe les partis en leur attribuant des nuances politiques. Ces dernières sont décidées par les préfets, qui les attribuent indifféremment de l'étiquette politique déclarée par les candidats, qui peut être celle d'un parti ou une candidature sans étiquette.
En 2022, seules les coalitions Ensemble (ENS) et Nouvelle Union populaire écologique et sociale (NUP), ainsi que le Parti radical de gauche (RDG), l'Union des démocrates et indépendants (UDI), Les Républicains (LR), le Rassemblement national (RN) et Reconquête (REC) se voient attribuer  une nuance propre,,.
Tous les autres partis se voient attribuer l'une ou l'autre des nuances suivantes : DXG (divers extrême gauche), DVG (divers gauche), ECO (écologiste), REG (régionaliste), DVC (divers centre), DVD (divers droite), DSV (droite souverainiste) et DXD (divers extrême droite). Des partis comme Debout la France ou Lutte ouvrière ne disposent ainsi pas de nuance propre, et leurs résultats nationaux ne sont pas publiés séparément par le ministère, car mélangés avec d'autres partis (respectivement dans les nuances DSV et DXG),.

## Résultats

### Élus
| Circonscription                                 | Député sortant             | Parti | Parti    | Député élu ou réélu        | Parti | Parti    |
| ----------------------------------------------- | -------------------------- | ----- | -------- | -------------------------- | ----- | -------- |
| 1re                                             | François Cormier-Bouligeon |       | LREM     | François Cormier-Bouligeon |       | LREM     |
| 2e                                              | Nadia Essayan              |       | MoDem    | Nicolas Sansu              |       | PCF      |
| 3e                                              | Loïc Kervran               |       | Horizons | Loïc Kervran               |       | Horizons |
| * député sortant ne se représentant pas en 2022 |                            |       |          |                            |       |          |

### Résultats à l'échelle du département

#### Résultats par coalition
| Parti et coalition                                           | Parti et coalition                                           | Parti et coalition              | Premier tour | Premier tour | Premier tour | Second tour   | Second tour   | Second tour | Total Sièges  | +/-           |  |
| Parti et coalition                                           | Parti et coalition                                           | Parti et coalition              | Voix         | %            | Sièges       | Voix          | %             | Sièges      | Total Sièges  | +/-           |  |
| ------------------------------------------------------------ | ------------------------------------------------------------ | ------------------------------- | ------------ | ------------ | ------------ | ------------- | ------------- | ----------- | ------------- | ------------- |  |
|                                                              |                                                              | Horizons (H)                    | 13 299       | 12,41        | 0            | 20 435        | 21,81         | 1           | 1             | Nv            |  |
|                                                              | La République en marche (LREM)                               | 11 113                          | 10,37        | 0            | 17 117       | 18,27         | 1             | 1           | 1             |               |  |
|                                                              | Mouvement démocrate (MoDem)                                  | 7 193                           | 6,71         | 0            |              |               |               | 0           | 1             |               |  |
| Total Ensemble (ENS)                                         | Total Ensemble (ENS)                                         | 31 605                          | 29,48        | 0            | 37 552       | 40,07         | 2             | 2           | 1             |               |  |
|                                                              |                                                              | Parti communiste français (PCF) | 10 300       | 9,61         | 0            | 14 433        | 15,40         | 1           | 1             | 1             |  |
|                                                              | La France insoumise (LFI)                                    | 8 901                           | 8,30         | 0            |              |               |               | 0           | en stagnation |               |  |
|                                                              | Parti socialiste (PS)                                        | 8 370                           | 7,81         | 0            | 12 840       | 13,70         | 0             | 0           | en stagnation |               |  |
| Total Nouvelle Union populaire écologique et sociale (NUPES) | Total Nouvelle Union populaire écologique et sociale (NUPES) | 27 571                          | 25,72        | 0            | 27 273       | 29,11         | 1             | 1           | 1             |               |  |
|                                                              | Rassemblement national (RN)                                  | Rassemblement national (RN)     | 26 134       | 24,38        | 0            | 28 880        | 30,82         | 0           | 0             | en stagnation |  |
|                                                              |                                                              | Les Républicains (LR)           | 11 752       | 10,96        | 0            |               |               |             | 0             | en stagnation |  |
| Total Union de la droite et du centre (UDC)                  | Total Union de la droite et du centre (UDC)                  | 11 752                          | 10,96        | 0            | 0            | en stagnation |               |             |               |               |  |
|                                                              | Reconquête (REC)                                             | Reconquête (REC)                | 4 465        | 4,17         | 0            | 0             | Nv            |             |               |               |  |
|                                                              |                                                              | Les Patriotes (LP)              | 954          | 0,89         | 0            | 0             | Nv            |             |               |               |  |
|                                                              | Debout la France (DLF)                                       | 924                             | 0,86         | 0            | 0            | en stagnation |               |             |               |               |  |
| Total Union pour la France (UPF)                             | Total Union pour la France (UPF)                             | 1 878                           | 1,75         | 0            | 0            | en stagnation |               |             |               |               |  |
|                                                              | Lutte ouvrière (LO)                                          | Lutte ouvrière (LO)             | 1 825        | 1,70         | 0            | 0             | en stagnation |             |               |               |  |
|                                                              | Parti animaliste (PA)                                        | Parti animaliste (PA)           | 1 388        | 1,29         | 0            | 0             | Nv            |             |               |               |  |
|                                                              | Sans étiquette (SE)                                          | Sans étiquette (SE)             | 584          | 0,54         | 0            | 0             | en stagnation |             |               |               |  |
|                                                              |                                                              |                                 |              |              |              |               |               |             |               |               |  |
| Suffrages exprimés                                           | Suffrages exprimés                                           | Suffrages exprimés              | 107 202      | 97,24        |              | 93 705        | 89,69         |             |               |               |  |
| Votes blancs                                                 | Votes blancs                                                 | Votes blancs                    | 2 305        | 2,09         | 8 214        | 7,86          |               |             |               |               |  |
| Votes nuls                                                   | Votes nuls                                                   | Votes nuls                      | 741          | 0,67         | 2 563        | 2,45          |               |             |               |               |  |
| Total                                                        | Total                                                        | Total                           | 110 248      | 100          | 0            | 104 482       | 100           | 3           | 3             | en stagnation |  |
| Abstentions                                                  | Abstentions                                                  | Abstentions                     | 114 305      | 50,90        |              | 120 044       | 53,47         |             |               |               |  |
| Inscrits/Participation                                       | Inscrits/Participation                                       | Inscrits/Participation          | 224 553      | 49,10        | 224 526      | 46,53         |               |             |               |               |  |

#### Résultats par nuance
| Nuance                 | Nuance                                         | Nuance                 | Premier tour | Premier tour | Premier tour | Second tour | Second tour   | Second tour | Total Sièges | +/-           |  |
| Nuance                 | Nuance                                         | Nuance                 | Voix         | %            | Sièges       | Voix        | %             | Sièges      | Total Sièges | +/-           |  |
| ---------------------- | ---------------------------------------------- | ---------------------- | ------------ | ------------ | ------------ | ----------- | ------------- | ----------- | ------------ | ------------- |  |
|                        | Ensemble !                                     | ENS                    | 31 605       | 29,48        | 0            | 37 552      | 40,07         | 2           | 2            | 1             |  |
|                        | Nouvelle Union populaire écologique et sociale | NUP                    | 27 571       | 25,72        | 0            | 27 273      | 29,11         | 1           | 1            | 1             |  |
|                        | Rassemblement national                         | RN                     | 26 134       | 24,38        | 0            | 28 880      | 30,82         | 0           | 0            | en stagnation |  |
|                        | Les Républicains                               | LR                     | 11 752       | 10,96        | 0            |             |               |             | 0            | en stagnation |  |
|                        | Reconquête                                     | REC                    | 4 465        | 4,17         | 0            | 0           | Nv            |             |              |               |  |
|                        | Droite souverainiste                           | DSV                    | 1 878        | 1,75         | 0            | 0           | en stagnation |             |              |               |  |
|                        | Divers extrême gauche                          | DXG                    | 1 825        | 1,70         | 0            | 0           | en stagnation |             |              |               |  |
|                        | Ecologistes                                    | ECO                    | 1 388        | 1,29         | 0            | 0           | en stagnation |             |              |               |  |
|                        | Divers                                         | DIV                    | 584          | 0,54         | 0            | 0           | en stagnation |             |              |               |  |
|                        |                                                |                        |              |              |              |             |               |             |              |               |  |
| Suffrages exprimés     | Suffrages exprimés                             | Suffrages exprimés     | 107 202      | 97,24        |              | 93 705      | 89,69         |             |              |               |  |
| Votes blancs           | Votes blancs                                   | Votes blancs           | 2 305        | 2,09         | 8 214        | 7,86        |               |             |              |               |  |
| Votes nuls             | Votes nuls                                     | Votes nuls             | 741          | 0,67         | 2 563        | 2,45        |               |             |              |               |  |
| Total                  | Total                                          | Total                  | 110 248      | 100          | 0            | 104 482     | 100           | 3           | 3            | en stagnation |  |
| Abstentions            | Abstentions                                    | Abstentions            | 114 305      | 50,90        |              | 120 044     | 53,47         |             |              |               |  |
| Inscrits/Participation | Inscrits/Participation                         | Inscrits/Participation | 224 553      | 49,10        | 224 526      | 46,53       |               |             |              |               |  |

### Cartes

Nuance politique des candidats arrivés en tête dans chaque commune au 1er tour.
Nuance politique des candidats arrivés en tête dans chaque commune au 2e tour.

### Résultats par circonscription

#### Première circonscription
Député sortant : François Cormier-Bouligeon (La République en marche).
| Candidat                 | Candidat                   | Parti et coalition       | Nuance                   | Premier tour | Premier tour | Second tour | Second tour |
| Candidat                 | Candidat                   | Parti et coalition       | Nuance                   | Voix         | %            | Voix        | %           |
| ------------------------ | -------------------------- | ------------------------ | ------------------------ | ------------ | ------------ | ----------- | ----------- |
|                          | François Cormier-Bouligeon | LREM (ENS)               | ENS                      | 11 113       | 32,14        | 17 117      | 57,14       |
|                          | Alex Charpentier           | PS (NUPES)               | NUP                      | 8 370        | 24,20        | 12 840      | 42,86       |
|                          | Julie Apricena             | RN                       | RN                       | 7 591        | 21,95        |             |             |
|                          | David Dallois              | LR (UDC)                 | LR                       | 4 669        | 13,50        |             |             |
|                          | Adrien-Laurent Bernelle    | REC                      | REC                      | 1 660        | 4,80         |             |             |
|                          | Sylvie Cerveau             | LO                       | DXG                      | 607          | 1,76         |             |             |
|                          | Karine Béringer            | LP (UPF)                 | DSV                      | 571          | 1,65         |             |             |
|                          |                            |                          |                          |              |              |             |             |
| Votes valides            | Votes valides              | Votes valides            | Votes valides            | 34 581       | 97,33        | 29 957      | 89,74       |
| Votes blancs             | Votes blancs               | Votes blancs             | Votes blancs             | 765          | 2,15         | 2 610       | 7,82        |
| Votes nuls               | Votes nuls                 | Votes nuls               | Votes nuls               | 183          | 0,52         | 814         | 2,44        |
| Total                    | Total                      | Total                    | Total                    | 35 529       | 100          | 33 381      | 100         |
| Abstention               | Abstention                 | Abstention               | Abstention               | 35 638       | 50,08        | 37 784      | 53,09       |
| Inscrits / participation | Inscrits / participation   | Inscrits / participation | Inscrits / participation | 71 167       | 49,92        | 71 165      | 46,91       |

#### Deuxième circonscription
Députée sortante : Nadia Essayan (Mouvement démocrate).
| Candidat                 | Candidat                 | Parti et coalition       | Nuance                   | Premier tour | Premier tour | Second tour | Second tour |
| Candidat                 | Candidat                 | Parti et coalition       | Nuance                   | Voix         | %            | Voix        | %           |
| ------------------------ | ------------------------ | ------------------------ | ------------------------ | ------------ | ------------ | ----------- | ----------- |
|                          | Nicolas Sansu            | PCF (NUPES)              | NUP                      | 10 300       | 32,36        | 14 433      | 54,37       |
|                          | Christine Poly           | RN                       | RN                       | 7 317        | 22,99        | 12 113      | 45,63       |
|                          | Nadia Essayan            | MoDem (ENS)              | ENS                      | 7 193        | 22,60        |             |             |
|                          | Adrien Baert             | LR (UDC)                 | LR                       | 3 912        | 12,29        |             |             |
|                          | Mathilde Patte-Suchetet  | REC                      | REC                      | 1 088        | 3,42         |             |             |
|                          | Emma Debeugny            | PA                       | ECO                      | 596          | 1,87         |             |             |
|                          | Sophie Merlin            | SE                       | DIV                      | 584          | 1,83         |             |             |
|                          | Régis Robin              | LO                       | DXG                      | 459          | 1,44         |             |             |
|                          | Monique Florent          | LP (UPF)                 | DSV                      | 383          | 1,20         |             |             |
|                          |                          |                          |                          |              |              |             |             |
| Votes valides            | Votes valides            | Votes valides            | Votes valides            | 31 832       | 97,58        | 26 546      | 87,22       |
| Votes blancs             | Votes blancs             | Votes blancs             | Votes blancs             | 572          | 1,75         | 2 918       | 9,59        |
| Votes nuls               | Votes nuls               | Votes nuls               | Votes nuls               | 219          | 0,67         | 973         | 3,20        |
| Total                    | Total                    | Total                    | Total                    | 32 623       | 100          | 30 437      | 100         |
| Abstention               | Abstention               | Abstention               | Abstention               | 36 244       | 52,63        | 38 421      | 55,80       |
| Inscrits / participation | Inscrits / participation | Inscrits / participation | Inscrits / participation | 68 867       | 47,37        | 68 858      | 44,20       |

#### Troisième circonscription
Député sortant : Loïc Kervran (Horizons).
| Candidat                 | Candidat                        | Parti et coalition       | Nuance                   | Premier tour | Premier tour | Second tour | Second tour |
| Candidat                 | Candidat                        | Parti et coalition       | Nuance                   | Voix         | %            | Voix        | %           |
| ------------------------ | ------------------------------- | ------------------------ | ------------------------ | ------------ | ------------ | ----------- | ----------- |
|                          | Loïc Kervran                    | H (ENS)                  | ENS                      | 13 299       | 32,60        | 20 435      | 54,93       |
|                          | Thibaut de La Tocnaye           | RN                       | RN                       | 11 226       | 27,52        | 16 767      | 45,07       |
|                          | Alienor Garcia-Bosch-de Morales | LFI (NUPES)              | NUP                      | 8 901        | 21,82        |             |             |
|                          | Bénédicte de Choulot            | LR (UDC)                 | LR                       | 3 171        | 7,77         |             |             |
|                          | Nathalie Marteel                | REC                      | REC                      | 1 717        | 4,21         |             |             |
|                          | Frédéric Dumay                  | DLF (UPF)                | DSV                      | 924          | 2,27         |             |             |
|                          | Karine Tissier                  | PA                       | ECO                      | 792          | 1,94         |             |             |
|                          | Eric Bellet                     | LO                       | DXG                      | 759          | 1,86         |             |             |
|                          |                                 |                          |                          |              |              |             |             |
| Votes valides            | Votes valides                   | Votes valides            | Votes valides            | 40 789       | 96,90        | 37 202      | 91,49       |
| Votes blancs             | Votes blancs                    | Votes blancs             | Votes blancs             | 968          | 2,30         | 2 686       | 6,61        |
| Votes nuls               | Votes nuls                      | Votes nuls               | Votes nuls               | 339          | 0,81         | 776         | 1,91        |
| Total                    | Total                           | Total                    | Total                    | 42 096       | 100          | 40 664      | 100         |
| Abstention               | Abstention                      | Abstention               | Abstention               | 42 423       | 50,19        | 43 839      | 51,88       |
| Inscrits / participation | Inscrits / participation        | Inscrits / participation | Inscrits / participation | 84 519       | 49,81        | 84 503      | 48,12       |